# مای ناکاچی
مای ناکاچی (انگلیسی: Mai Nakachi؛ زادهٔ ۱۶ دسامبر ۱۹۸۰) بازیکن فوتبال اهل ژاپن است که در تیم ملی فوتبال زنان ژاپن بازی کرده‌است.